# Spišské Vlachy
Spišské Vlachy (německy Wallendorf, maďarsky Szepesolaszi) jsou město na východním Slovensku, v Košickém kraji.

## Poloha
Město se nachází na břehu řeky Hornád, nedaleko pohoří Hnilecké vrchy, cca 20 km východně od Spišské Nové Vsi.

## Historie
První písemná zmínka o obci pochází z roku 1243, když král Béla IV. udělil obci privilegia. V letech 1412 až 1772 byla obec v polské zástavě. Obec ztratila titul města v roce 1923, navrácen byl roku 1992.

## Doprava
Je zde železniční křižovatka;  jižním okrajem města vede železniční trať Žilina - Košice a západním okrajem města lokální trať Spišské Vlachy - Spišské Podhradie, na které je jen sezónní provoz. Městem prochází silnice II/547.

## Osobnosti
- Jan Simonides (1648 – 1708), evangelický farář, spisovatel memoárové a cestopisné prózy
- Pavol Vásárhelyi (1795 – 1846), inženýr, zeměměřič
- František Tondra (1936 – 2012), diecézní biskup spišské diecéze a předseda Konference biskupů Slovenska

## Partnerská města
- Gizalky, Polsko
- Chotěboř, Česko
- Szikszó, Maďarsko
- Tymbark, Polsko